# یولانتا ژوئوموفسکا
یولانتا ژوئوموفسکا (لهستانی: Jolanta Żółkowska؛ زادهٔ ۷ مارس ۱۹۵۵) بازیگر و صداپیشه اهل لهستان است.
از فیلم‌ها یا مجموعه‌های تلویزیونی که وی در آن‌ها نقش داشته‌است، می‌توان به خانه، طایفه، در خوشی و سختی، ع چون عشق، در خیابان سپولنی، پرستار کودک، خانه کشیش، هتل ۵۲، قانون حقیقی، صد سال خاندان وینیخ و استتار اشاره نمود.